# 1916년 연방 원조 도로법
1916년 연방 원조 도로법(영어: Federal Aid Road Act of 1916, 뱅크헤드-섀클포드법(영어: Bankhead–Shackleford Act) 및 굿 로드법(영어: Good Roads Act)으로도 알려짐), Pub.L. 64–156, 39 Stat. 355는 1916년 7월 11일 제정되었으며, 미국 최초의 연방 고속도로 자금 지원 법안이었다. 20세기 초 자동차의 등장, 특히 1908년 저렴한 포드 모델 T가 출시된 이후 전국적으로 더 나은 도로에 대한 수요가 증가했다. 이 법은 도로 건설 노력에 연방 보조금을 제공했다.

## 유래
이 법안은 미주리주 민주당 하원의원 도시 W. 섀클포드가 제출했으며, 이후 앨라배마주 민주당 상원의원 존 H. 뱅크헤드에 의해 미국 주 고속도로 공무원 협회(AASHO)가 작성한 모범 법안에 부합하도록 수정되었다. 이 법안은 주 정부가 5년간 주 전체 도로의 최대 6%를 건설하는 데 50대 50 매칭 방식으로 7천5백만 달러의 연방 자금을 제공했다.
우드로 윌슨 대통령은 1916년 7월 11일 AASHO, 미국 자동차 협회, 그리고 다양한 농업 단체 회원들이 참석한 행사에서 연방 원조 도로법에 서명했다.
윌슨은 좋은 도로의 열렬한 옹호자였으며 1916년에는 이를 당의 강령으로 삼았다: "농촌 생활의 행복, 편안함, 번영, 그리고 도시의 발전은 모두 공공 고속도로 건설로 보존된다. 따라서 우리는 우편 도로 및 군사 목적 도로 건설에 국가적 지원을 찬성한다."
이 법에 따라 농촌 우편 도로에 연방 자금이 제공되었으며, 이는 대중에게 무료로 개방되어야 한다는 조건이 붙었다. 자금은 각 주의 지리적 면적, 인구, 기존 도로망을 포함하는 공식에 따라 주에 분배되었다. 자금을 얻기 위해 주 정부는 프로젝트 계획, 조사, 사양 및 추정치를 미국의 농무장관에게 제출해야 했다.

## 영향
연방 원조 도로법은 최초의 연방 고속도로 자금 지원 법률로서, 국가의 도로 시스템을 확장하고 개선하는 데 중요한 역할을 했다. 이 법이 통과되기 전(그리고 수십 년 후에도) 많은 도로의 상태는 형편없었다. "그것들은 종종 비가 오면 진흙탕이 되고 나머지 시간에는 먼지가 쌓이는 길에 불과했다. 자동차로 장거리 여행을 하려면 시간, 인내심, 독창성뿐만 아니라 타이어 패치 장비, 도구, 예비 부품, 비상 식량과 연료가 필요했다." 도로 개선에 대한 관심은 상품을 시장에 가져가야 했던 농민들, 미국 우정청의 농촌 무료 배달 도입, 그리고 개인 자동차의 급증하는 인기로 인해 더욱 촉진되었다. 1907년 대법원 판례인 윌슨 대 쇼 사건 또한 통상조항이 의회에 주간 고속도로 건설을 승인한다는 판결을 내림으로써 도로법 통과의 길을 열었다.
1917년까지 모든 주에는 연방 자금을 관리하는 고속도로 기관이 있었다. 제1차 세계 대전과 그에 따른 인력 및 자재 수요는 1916년 법의 시행을 방해했으며, 법의 적은 예산과 마일당 10,000달러로 연방 자금을 제한하는 것도 마찬가지였다. 이러한 문제들은 다음 국가 도로 법안인 1921년 연방 원조 고속도로법(핍스 법)에서 다루어졌다.

## 같이 보기
- 1916년 농촌 우편 도로법